# Xã Ivanhoe, Quận Finney, Kansas
Xã Ivanhoe (tiếng Anh: Ivanhoe Township) là một xã thuộc quận Finney, tiểu bang Kansas, Hoa Kỳ. Năm 2010, dân số của xã này là 464 người.